# Jamshid Amouzegar
Jamshid Amouzegar  (en persan : جمشید آموزگار) est un homme politique iranien né à Téhéran le 25 juin 1923 et mort le 27 septembre 2016, dans le Maryland (États-Unis). Il est Premier ministre de l'Iran du 7 août 1977 au 27 août 1978. Auparavant, il a été ministre de l'Intérieur puis ministre des finances dans le gouvernement d'Amir Abbas Hoveida. Il dirige également le parti Rastakhiz de 1976 à 1978.

## Biographie

### Jeunesse et études
Jamshid Amouzegar naît le 25 juin 1923 à Téhéran. Sa mère est l'une des premières jeunes filles qui fréquentent une école publique. Son père est un journaliste qui fait une carrière politique. En 1951, il est ministre de l'Éducation au sein du gouvernement d'Hossein Ala'. Plus tard, son père devient membre du Sénat. Il fait des études de droit et d'ingénierie à l'université de Téhéran, dont il est diplômé. Il s'inscrit à l'université Cornell dans les années précédant la Seconde Guerre mondiale grâce à l'aide du colonel Crawford, un ami américain habitant alors l'Iran. Il en ressort avec un doctorat.
Jamshid Amouzegar est l'un des premiers politiciens iraniens à avoir étudié aux États-Unis. Auparavant, l'élite iranienne est presque exclusivement éduquée en France ou parmi d'autres pays européens. À l'Université de Téhéran, il suit des cours en génie civil et obtient une maîtrise en génie civil.

### Carrière politique

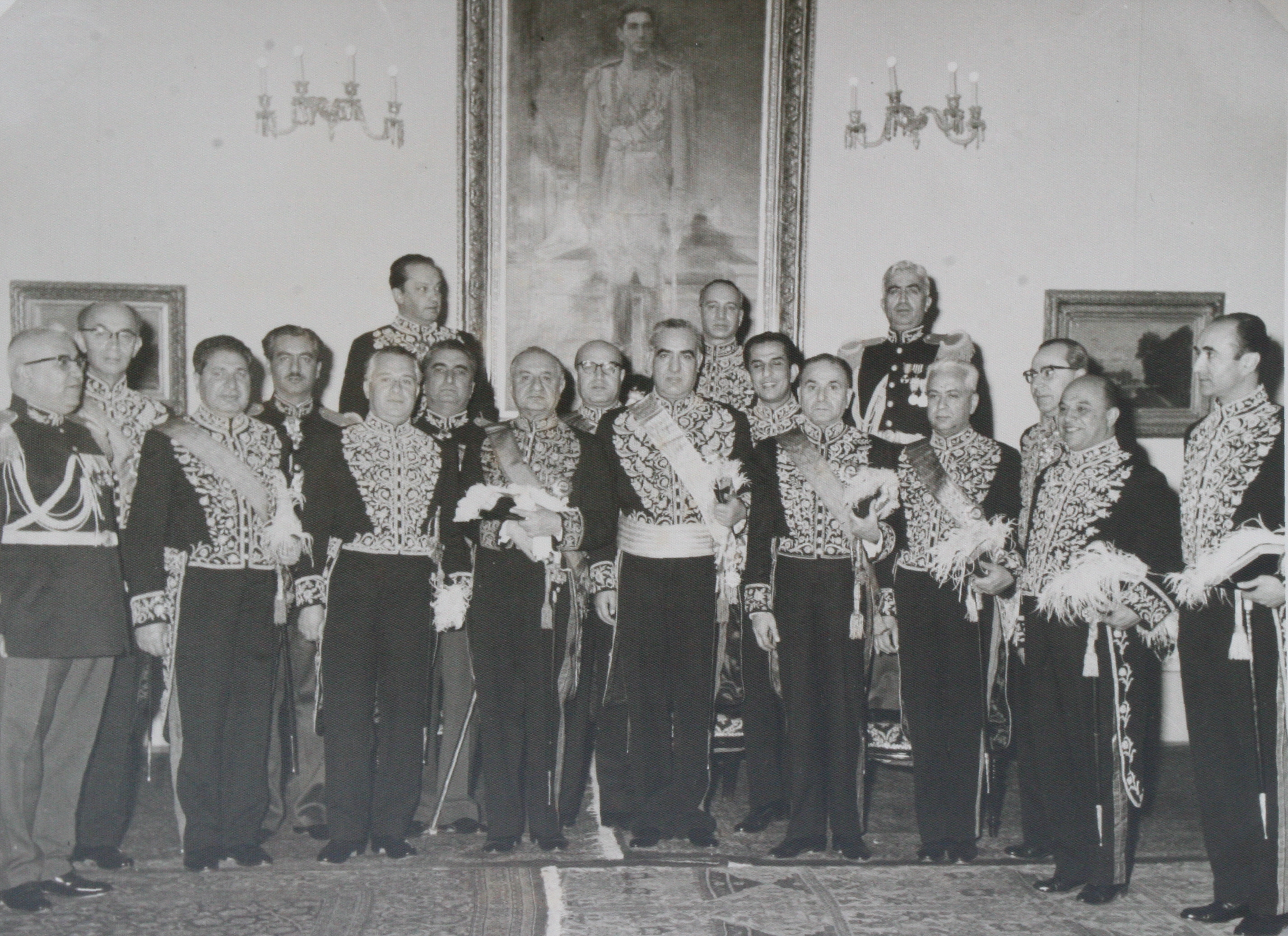
Jamshid Amouzegar, ministre du gouvernement de Manouchehr Eghbal, dont il est à la gauche (au deuxième rang).

Après avoir complété son doctorat à Cornell, il retourne en Iran et devient sous-ministre du Ministère de la santé iranien en 1955, ayant Jahanshah Saleh (fa) pour ministre. Il devient rapidement ministre du travail, puis ministre de santé dans le cabinet ministériel du Premier ministre Hassan Ali Mansour. Il est ensuite ministre de l'économie dans le cabinet ministériel de Amir Abbas Hoveida, qui succède à Mansour qui est assassiné en 1964, gardant ce poste pendant neuf ans.
En 1971, il est responsable avec Sheikh Ahmed Zaki Yamani d'Arabie saoudite du quadruplement du prix du pétrole. Ceci donne à l'Iran les ressources pour moderniser ses infrastructures, son agriculture et sa défense. Pour cette action, Amouzegar se voit décerner l'ordre du Taj-e Iran, première classe, un honneur normalement réservé aux anciens et actuels premiers ministres.
Il est nommé ministre de l'Intérieur en 1974.
En décembre 1975, il est pris en otage par le terroriste vénézuélien Ilich Ramírez Sánchez (Carlos) pendant une réunion de l'OPEP. Ramírez Sánchez reçoit l'ordre de le tuer mais ne le fait pas. Amouzegar est libéré avec les autres otages après quelques jours. Selon certaines sources , l'Iran et l'Arabie saoudite étaient prêts à payer Carlos 20 millions $ pour la libération d'Amouzegar et de Ahmed Zaki Yamani, le ministre saoudien du pétrole.
En 1976, il devient président du parti Rastakhiz, ayant mené la faction Progressiste contre la faction Constructiviste du ministre des Finances de l'époque, Houchang Ansari (en).

### Premier ministre d'Iran
Il devient Premier ministre de l'Iran en août 1977, peu après la victoire de Jimmy Carter aux présidentielles américaines. Il succède à son rival Amir Abbas Hoveyda. Toutefois, il devient vite impopulaire pour ses tentatives de ralentissement de l'économie surchauffée en adoptant des mesures qui déclenchent une hausse du chômage et une baisse des gains du secteur privé, ce qui complique plus tard les problèmes du gouvernement.
Fin 1977, le principal opposant au régime, l'ayatollah Rouhollah Khomeini, un peu oublié depuis 1964, refait parler de lui avec la mort de son fils Mostafa. Khomeiny vit toujours à Najaf, en Irak, où il a été expulsé en 1964. Connu pour sa radicalité, il est assez marginalisé de par l'influence d'Abu al-Qasim al-Khoei, l'une des plus grandes autorités chiites duodécimaines de renom du monde entier, qui ne lui accorde pas beaucoup de crédit. Ses partisans, trouvant suspect que Mostafa soit mort d'une crise cardiaque, accusent la SAVAK, les services secrets impériaux, de l'avoir assassiné. Fâché du crédit accordé par les médias internationaux  à Khomeiny, la BBC retransmettant ses cassettes de propagande (à caractère informel), et du crédit en Iran, avec la tenue de veillée funèbre pour Mostafa à Tabriz et Chiraz - qu'il a pourtant laissé se dérouler, le chah fait diligenter l'article « L'Iran et la colonisation rouge et noire », paru dans le journal Ettela'at le 8 janvier 1978. Mais l'article, publié sous le pseudonyme d'Ahmad Raschidi-ye Motlagh, est en réalité un mélange de faux et de vrai de la pire trempe. S'il rappelle que Khomeini est originaire d'Inde et son implication dans les émeutes de juin 1963, il l'accuse d'avoir eu des relations homosexuelles, sa femme d'avoir des mœurs légères, d'être inculte et un éventuel agent britannique. Validé par le ministre de l'Information Dariush Homayoun du gouvernement d'Amouzegar (qui n'est cependant au courant de rien), il est considéré comme l'étincelle qui met le feu aux poudres de la Révolution islamique. Le 9 janvier, à Qom, une manifestation organisée par des étudiants en soutien à Khomeiny contre l'article calomnieux est violemment réprimée par les forces de sécurité. Quatre manifestants y perdent la vie. De nouvelles manifestations auront lieu tous les 40 jours commémorant les morts des manifestants de Qom, rassemblant toujours plus de monde de plus en plus populaire. La Révolution Islamique avait commencé. 

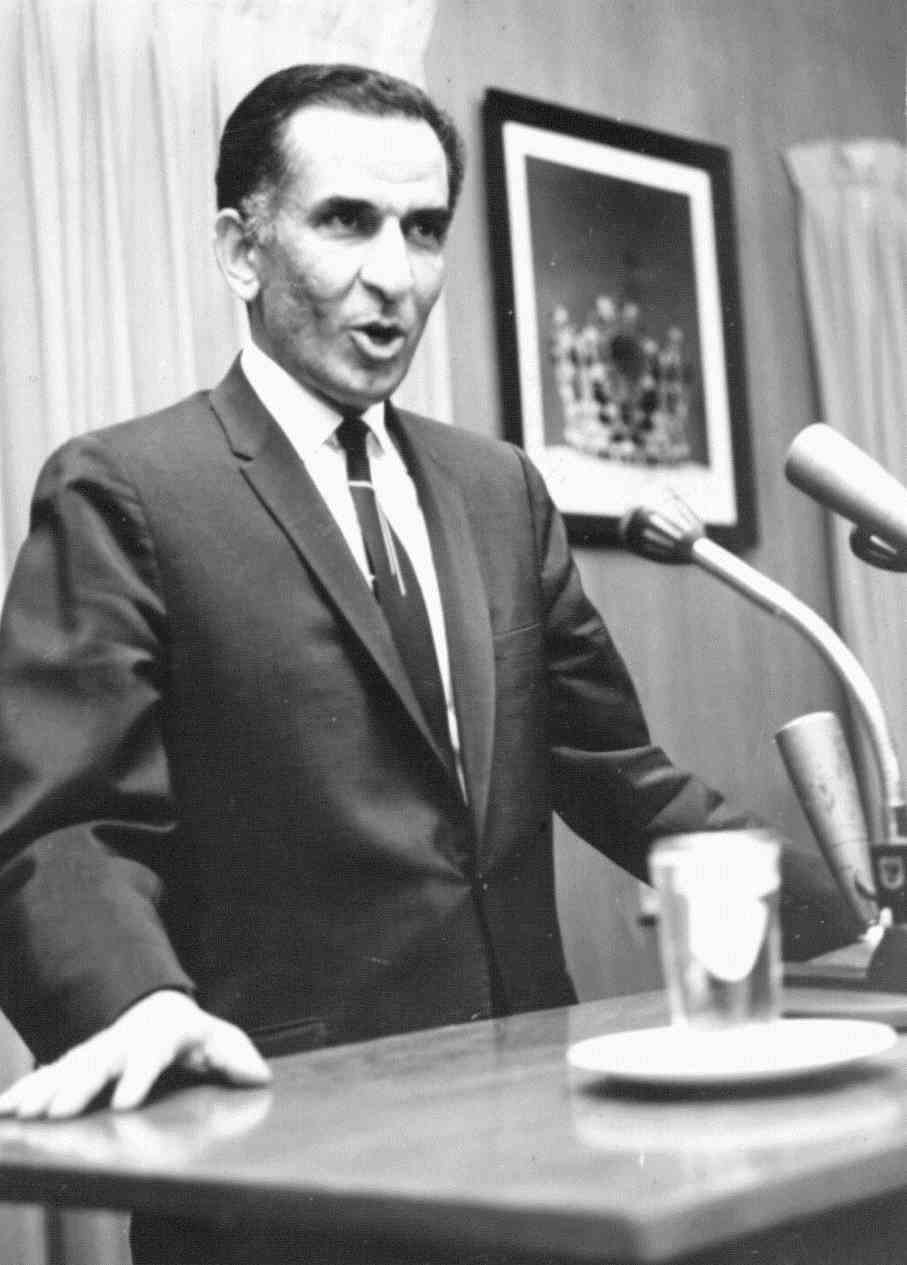
Jamshid Amouzegar lors d'un discours

Le 5 août 1978, Mohammad Reza Chah accède aux demandes des manifestants. Dans un discours prononcé à l'occasion de l'anniversaire de la Constitution, il annonce des réformes démocratiques et la tenue d'élections libres pour l'année prochaine :
« Ceci est un nouveau chapitre dans l'histoire de notre pays. [...] Nous aurons les mêmes libertés qu'en Europe, et les limites de la liberté en Iran ne seront pas différentes de celles en Europe. [...] En d'autres termes, il y aura des partis politiques, des partis pacifiques et non armés. [...] Nous aurons la liberté d'expression et liberté de la presse, selon une nouvelle loi sur la presse, que nous formulerons en adéquation des lois sur la presse du monde libre. Les prochaines élections seront complètement libres ; tout le monde aura le droit de vote, et chaque vote sera compté. [...] Cependant, il doit être clair qu'aucune nation qui se dise démocratique ne peut tolérer des passages à tabac, des violences, des provocations et des non-droits. » 
Khomeini, devenu un peu le chef du mouvement d'opposition, avait adopté, concernant les intentions du Shah de réformer le système politique, une position claire en mai 1978. Il avait déclaré :
« De quelle liberté parle-t-il ? Ce n'est pas à lui d'accorder la liberté. Dieu a donné la liberté aux personnes. L'islam leur a donné la liberté. » 

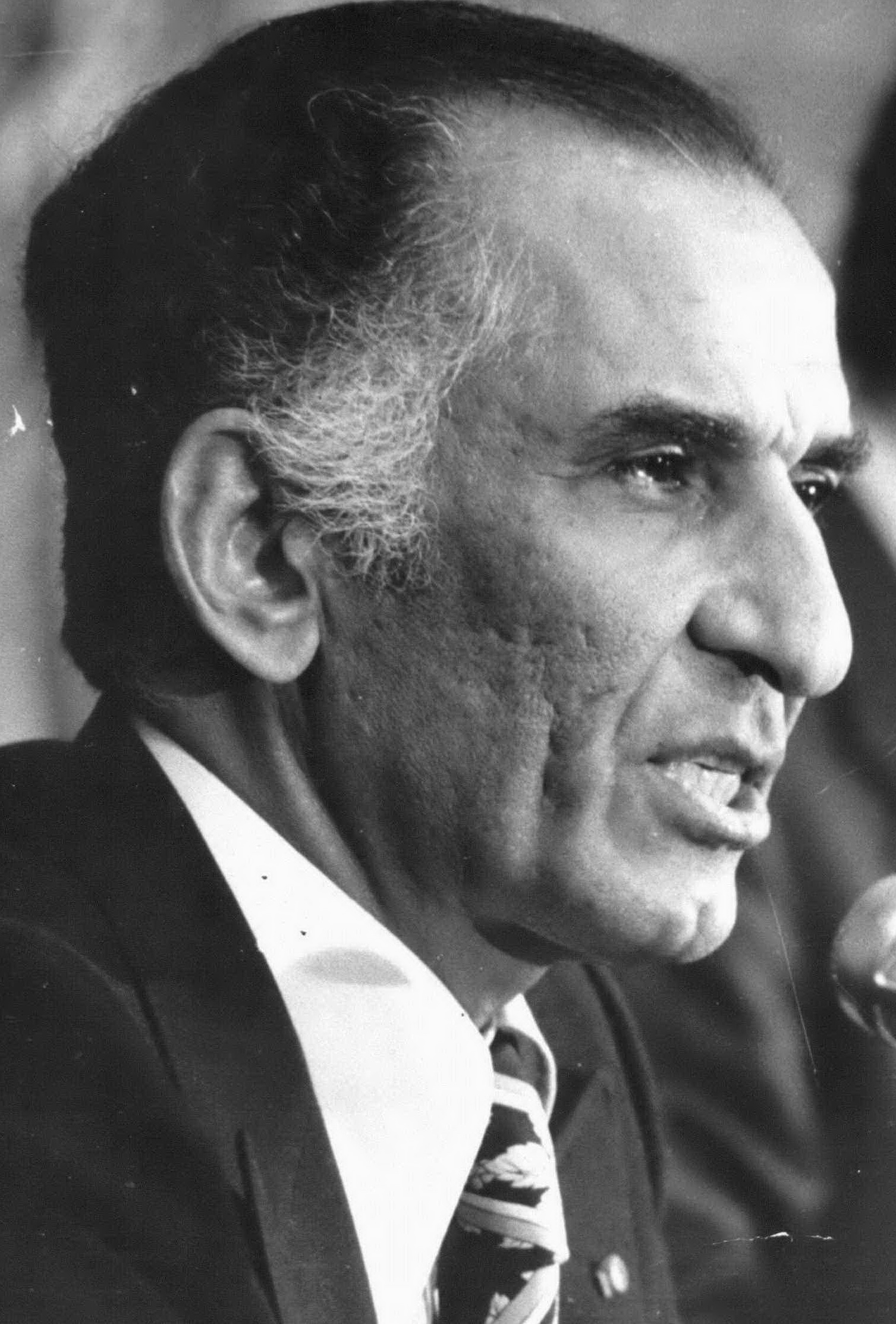
Jamshid Amouzegar en janvier 1978.

Les marches de protestation contre le gouvernement continuèrent et prirent une tournure violente. Le 19 août, lors du 25e anniversaire de la chute du gouvernement de Mossadegh, plus de 400 personnes moururent dans l'incendie criminel du Cinéma Rex à Abadan. Khomeiny, comme Mehdī Bāzargān et Karim Sandjabi, les principaux cadres du Front national, accusent le gouvernement d'être responsable de l’incendie et de vouloir discréditer l'opposition. De ce qu’on sait aujourd’hui, un parent de Seyyed Ali Khamenei est responsable de la planification et de l'exécution de l’incendie pour précipiter la révolution. Khomeiny a émis du reste quelque temps plus tôt une fatwa contre les « programmes coloniaux » et le « cinéma occidental ».
Le pouvoir organise une enquête qui accuse l’opposition islamiste, mais dans le climat ambiant, on accuse l’enquête d’être bâclée et la SAVAK, les services secrets impériaux, d’avoir organisé l’attentat. Mohammad Reza Shah, horrifié par la nouvelle qu’il apprend le soir chez sa mère, qui donne alors une réception, évoque ensuite la « grande peur » qui prévaudrait bientôt en Iran, si l'opposition arrivait au pouvoir. Le gouvernement de Jamshid Amouzegar ne réagit pas, semblait paralysé. La chahbanou Farah veut aller immédiatement à Abadan, pour visiter les familles des victimes et exprimer ses condoléances, mais Amouzegar pense qu'il vaut mieux attendre un peu pour agir en fonction des résultats de l’enquête, alors pas encore terminée. Cela conduit à de nouvelles manifestations dans tout le pays. En Allemagne, en Belgique, au Danemark et aux Pays-Bas, les étudiants iraniens occupèrent les ambassades iraniennes. 
Après de nouvelles manifestations à Téhéran exigeant la démission du chah le 26 août, Amouzegar démissionne le 27 août et est remplacé par Jafar Sharif-Emami.

### Exil et mort
Jamshid Amouzegar part vivre après la fin de son mandat aux États-Unis. Après la révolution, il ne rentre pas en Iran et concentre ses activités sur l'économie mondiale et le FMI. Tout d'abord en Floride, séjournant avec son père, sa femme et son frère Jahangir, où il fonde une entreprise de construction. Il vit à Chevy Chase, dans le Maryland, puis à Rockville. Il est également consultant des gouvernements du Koweït et d'Arabie Saoudite. Lui et sa femme posent en 2006 les bases d'une bourse d'études pour les étudiants d'origine iranienne de l'Université du Maryland.
Il épouse, à la fin de ses études en Amérique, Ulrike, une juive allemande, qui reste sa femme jusqu'à son décès en 2005.
Il meurt à Rockville, dans le Maryland, le 27 septembre 2016 à 93 ans.

## Citation
« Nous [Iraniens] avons été envahis par les Grecs, les Arabes, les Mongols et les Turcs, mais nous n'avons jamais perdu notre identité parce que les envahisseurs étrangers ont trouvé la culture persane plus riche que la leur. »

## Autres
Jamshid Amouzegar est à ne pas confondre avec (en) Jahangir Amouzegar, PhD UCLA, ancien directeur exécutif du Fonds monétaire international, son frère.

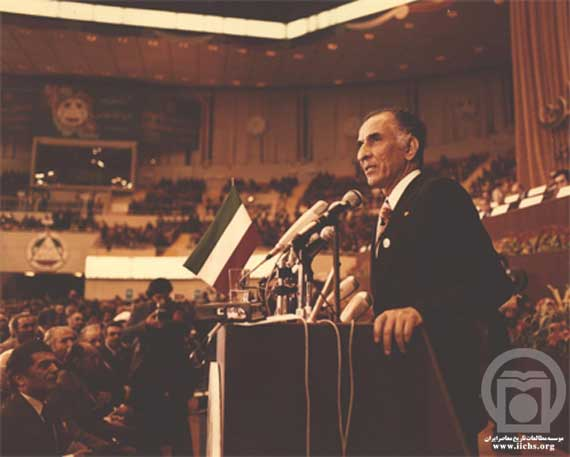
Amouzegar, secrétaire général du Rastakhiz
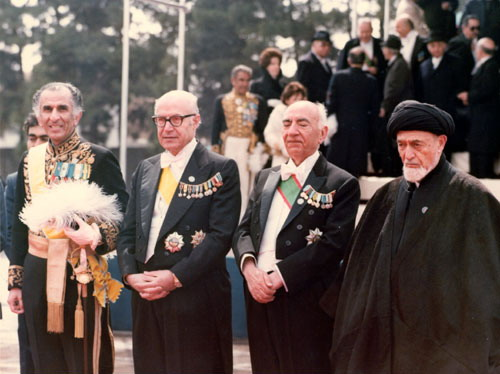
Amouzegar avec Jafar Sharif Emami, président du Sénat et d'autres officiels lors du jubilé d'Or de la dynastie Pahlavi.